# Alfamén
Alfamén – gmina w Hiszpanii, w prowincji Saragossa, w Aragonii, o powierzchni 102,04 km². W 2011 roku gmina liczyła 1609 mieszkańców.